# Nonan
Nonanul este un alcan superior cu formula chimică C9H20 și cu formula structurală restrânsă CH3(CH2)7CH3. Nonanul are 35 de izomeri de structură, iar tripropilena este un amestec din trei izomeri ai acestuia. 
Există și un compus ciclic, ciclononanul (C9H18).
Spre deosebire de majoritatea alcanilor, prefixul care se adaugă sufixului -an nu provine din limba greacă, ci din latină. (Numele cu prefixul grecesc ar fi ennean) 